# Johannes Emmer
Johannes Emmer (Pseudonym Hans Kelling; * 18. Oktober 1849 in Wien; † 20. Jänner 1928 in Innsbruck) war ein österreichischer Journalist und Funktionär des Deutschen und Österreichischen Alpenvereins (DuOeAV).

## Leben
Nach dem Studium der Rechtswissenschaften war er vorübergehend in einer Rechtsanwaltskanzlei und danach als Redakteur bei Tageszeitungen, darunter ab 1872 in Salzburg tätig. 1879 wurde Johannes Emmer Leiter des Wiener Wochenblattes Heimat. Drei Jahre später gründete er den Österreichischen Reichsboten in Wien.
Als Mitglied des DuOeAV übernahm er von 1884 bis 1888 die Redaktion des Mitteilungsheftes. 1885 wurde er außerdem Sekretär der Alpenvereinsleitung und später hauptamtlicher Generalsekretär des DuOeAV. Als solcher trat er 1911 in den Ruhestand und lebte zuletzt als freier Autor in Innsbruck, wo er 1928 im Alter von 78 Jahren starb. Seine Romane sind weniger bekannt geworden.

## Schriften (Auswahl)
- Geschichte des Deutschen und Oesterreichischen Alpenvereins. In: Zeitschrift des DOeAV 25 (1894), S. 177–438.
- Beiträge zur Geschichte des Deutschen und Österreichischen Alpenvereins in den Jahren 1895–1909. In: Zeitschrift des DÖAV 1909, S. 319–368.